# Engenheiro Correia
Engenheiro Correia é um distrito do município brasileiro de Ouro Preto, no interior do estado de Minas Gerais. Segundo o censo demográfico de 2022, realizado pelo Instituto Brasileiro de Geografia e Estatística (IBGE), sua população era de 306 habitantes e havia 127 domicílios particulares permanentes ocupados. Possui área de 45,62 km² conforme a Fundação João Pinheiro (FJP). Foi criado pela lei estadual nº 1.039 de 12 de dezembro de 1953.
Possui altitude média de 982 metros. Dista 30 km do distrito-sede. O distrito é atravessado em grande parte pela Linha do Centro da antiga Estrada de Ferro Central do Brasil, atualmente sob concessão da MRS Logística. 

## História
Surgiu com a Estação Ferroviária do Sardinha, inaugurada em 1896. O nome homenageia a Manoel Francisco Corrêa Jr., engenheiro residente da ferrovia, morto em um desastre no km 514, próximo à estação, foi rebatizada como estação Engenheiro Corrêa, que também empresta o nome para o lugar que cresceu em volta.